# Prêmio Grammy Latino para Álbum Infantil Latino do Ano
O Grammy Latino de Álbum Infantil do Ano é uma prêmio apresentado anualmente no Grammy Latino, uma cerimônia que reconhece a excelência e promove a conscientização sobre a diversidade cultural e as contribuições de músicos latinos nos Estados Unidos e no mundo. O prêmio é concedido todos os anos desde a cerimônia do 1º Grammy Latino, que aconteceu no Staples Center, em Los Angeles.
De acordo com as definições das categorias regulamentadas pela Academia, a categoria é restrita a gravações criadas e destinadas especificamente a crianças. É concedido ao artista com 51% ou mais de tempo de reprodução do álbum, caso nenhum artista seja creditado com tempo de reprodução suficiente, o prêmio irá para o produtor. A categoria inclui gravações em língua portuguesa.
A brasileira Xuxa, o palhaço e músico espanhol Miliki, a banda estadunidense Lucky Diaz and the Family Jam Band e Danilo y Chapis são os únicos artistas que receberam o prêmio mais de uma vez, com duas vitórias cada. Xuxa também é a artista mais indicada na categoria, com seis indicações.

## Vencedores e indicados

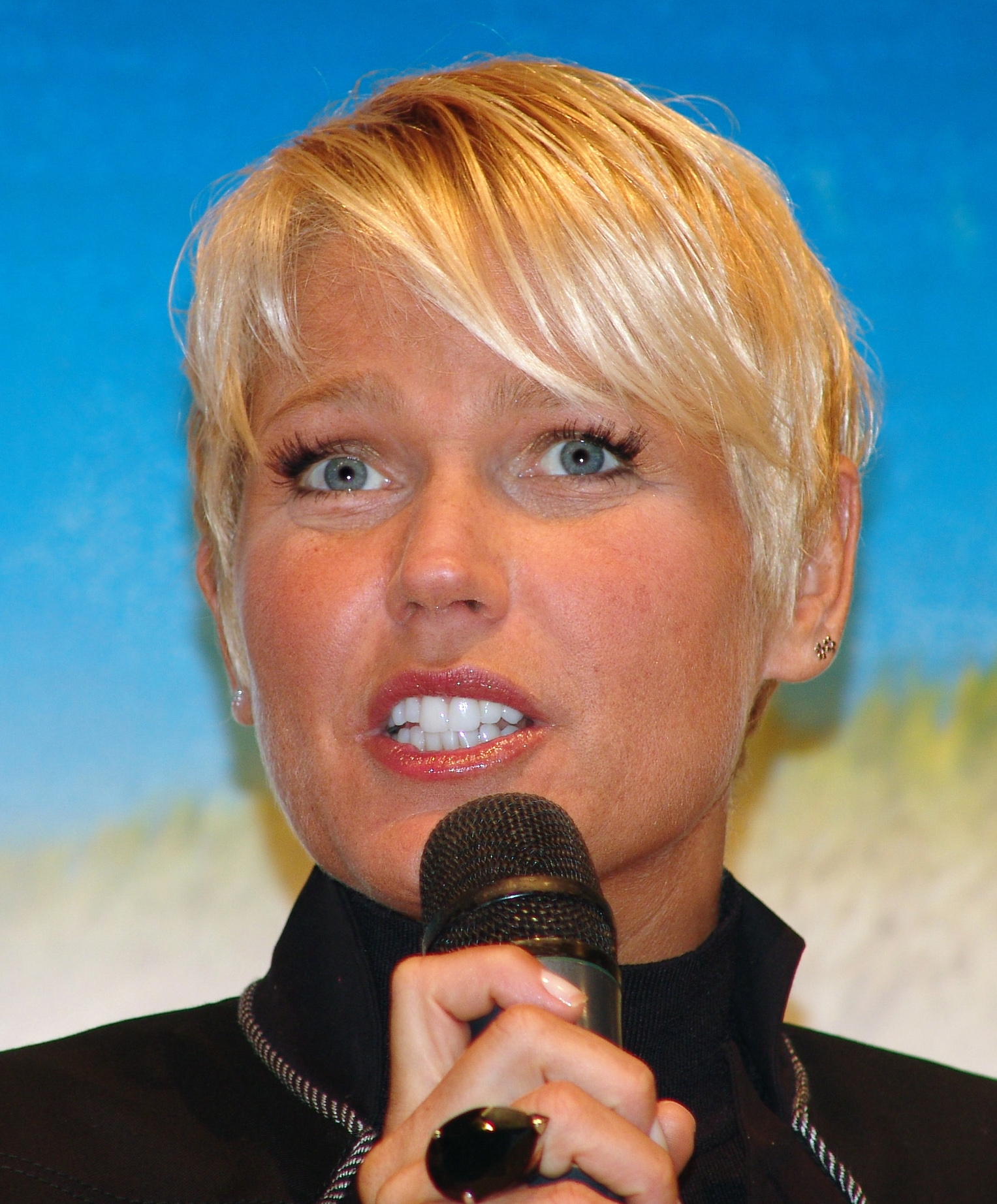
Xuxa, venceu em 2002 e 2003.

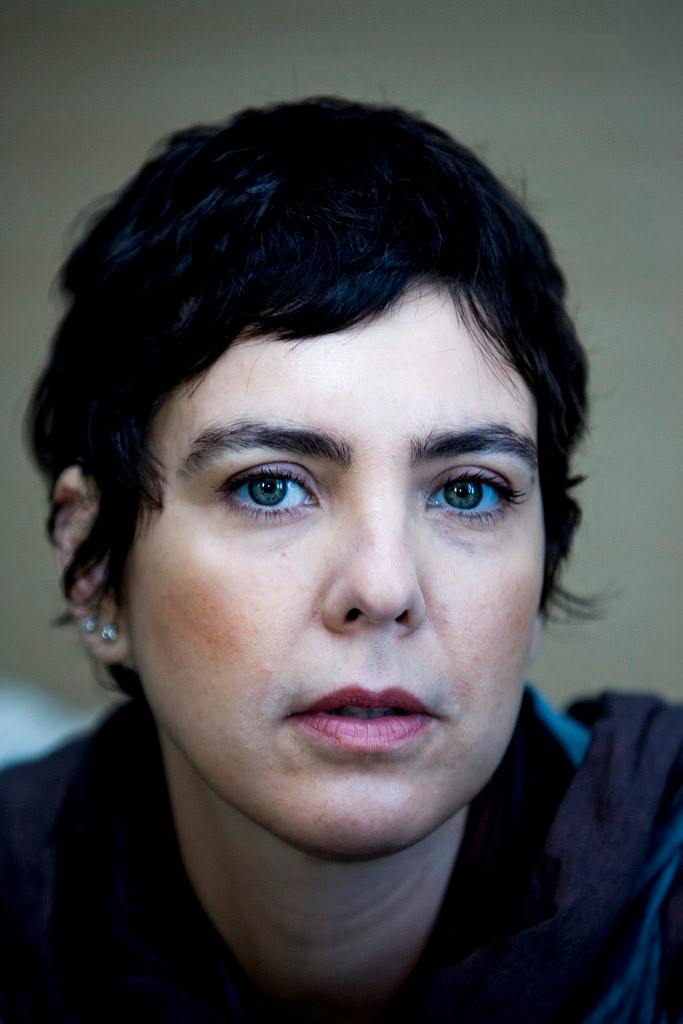
Adriana Calcanhotto, venceu em 2006.

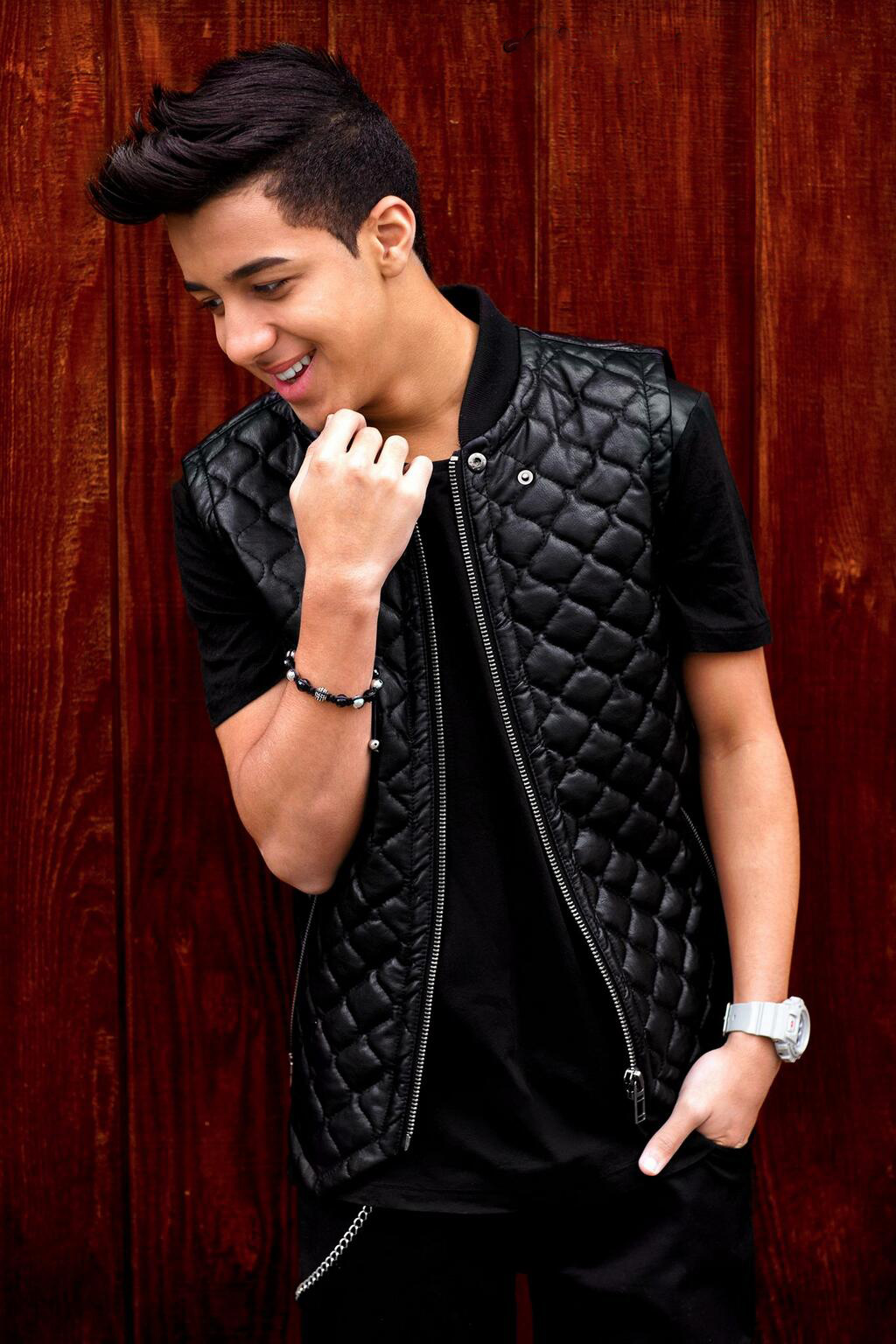
Miguelito, venceu em 2008.

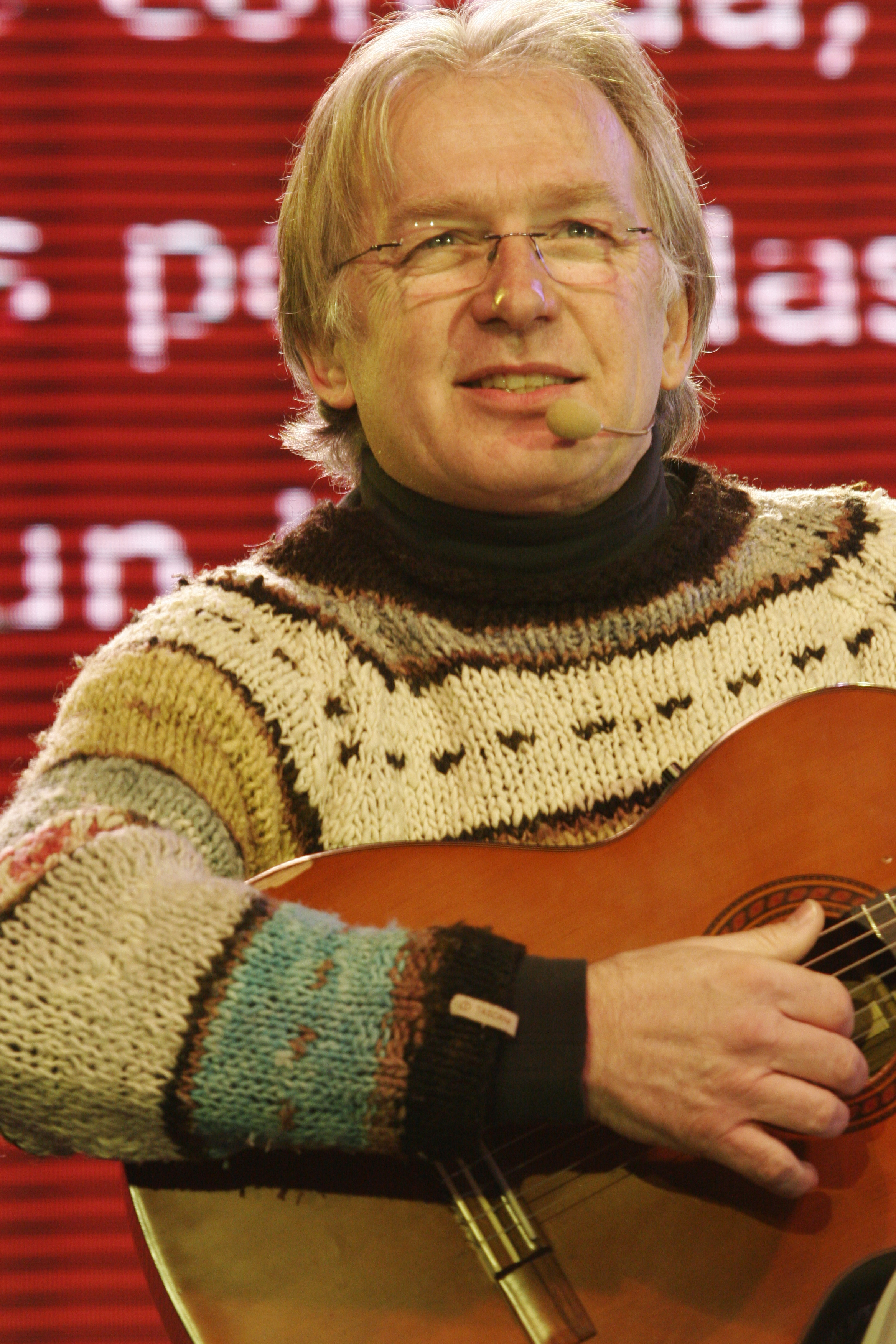
Luis Pescetti venceu em 2010.

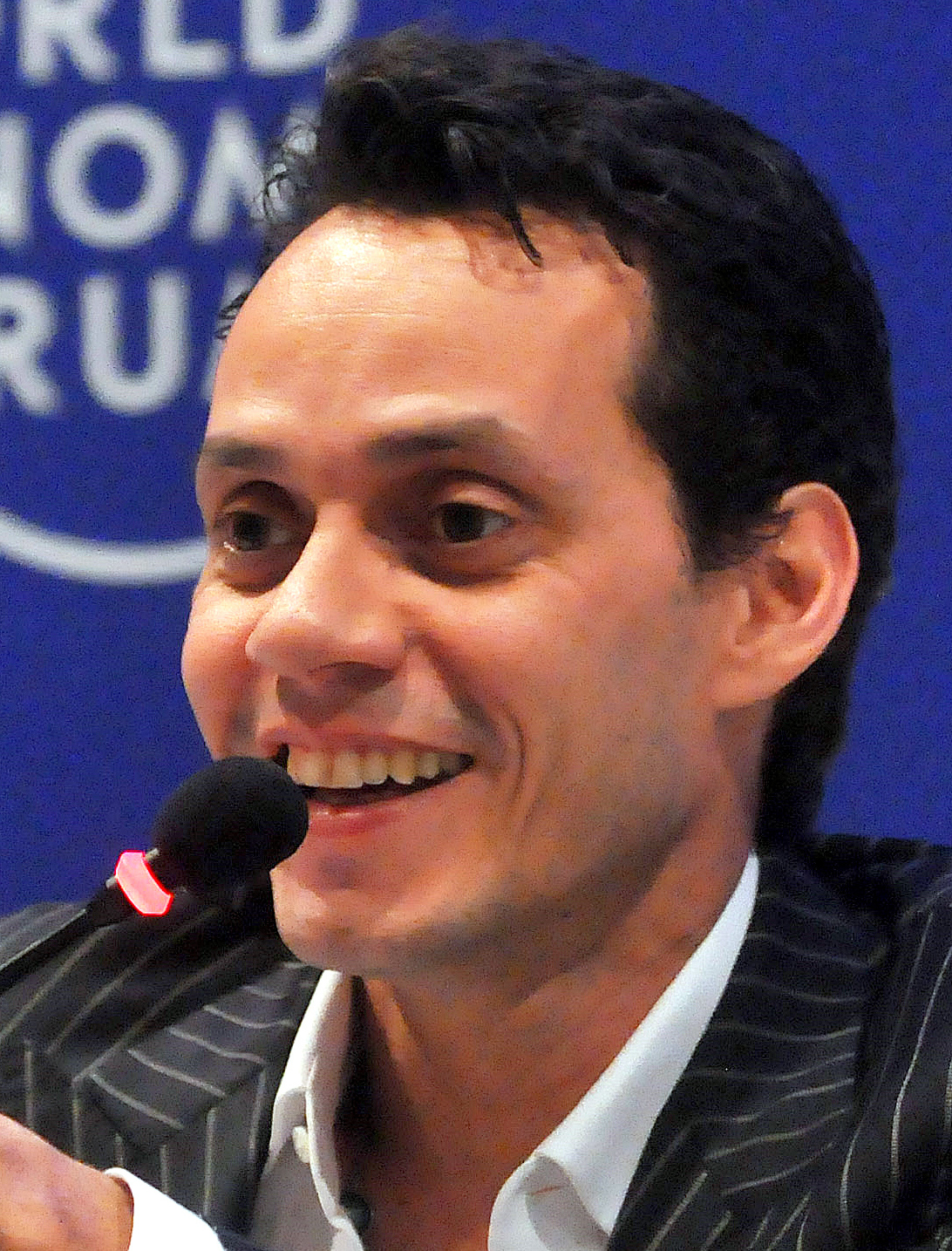
Marc Anthony, venceu em 2017.

| Ano            | Artista                                        | Álbum                                                 | Indicados | Ref.           |
| Década de 2000 | Década de 2000                                 | Década de 2000                                        | Década de 2000 | Década de 2000 |
| -------------- | ---------------------------------------------- | ----------------------------------------------------- | --- | -------------- |
| 2000           | Miliki                                         | A Mis Niños de 30 Años                                | - Eliana — Primavera |                |
| 2001           | Miliki                                         | Cómo Estan Ustedes?                                   | - Colegio de Música de Medellín — Traralalala |                |
| 2002           | Xuxa                                           | Xuxa Só para Baixinhos 2                              | - Miliki — Navidades Animadas |                |
| 2003           | Xuxa                                           | Xuxa Só para Baixinhos 3                              | - Vários Artistas — Canciones De Gozo Para Niños |                |
| 2004           | Niños Adorando                                 | Niños Adorando 2                                      | - Xuxa — Xuxa Só para Baixinhos 4 |                |
| 2005           | Lina Luna                                      | Lina Luna                                             | - Misión S.O.S — Aventura y Amor |                |
| 2006           | Adriana Calcanhotto                            | Adriana Partimpim - O Show                            | - Xuxa — Xuxa Só para Baixinhos 6 - Festa |                |
| 2007           | Voz Veis                                       | Cómo Se Llega A Belén                                 | - Strings For Kids — El Sueño del Elefante |                |
| 2008           | Miguelito                                      | El Heredero                                           | - Strings For Kids — Acordes para Hormiguitas y Menudas Criaturas |                |
| 2009           | Carlos Vives & Vários Artistas                 | Pombo Musical                                         | - Vitor & Vitória — Vitor e Vitória |                |
| Década de 2010 |                                                |                                                       | |                |
| 2010           | Luis Pescetti                                  | Luis Pescetti                                         | - Vários Artistas — Lo Mejor De Playhouse Disney | [ 3 ]          |
| 2011           | Pato Fu                                        | Música de Brinquedo                                   | - Vários Artistas — Cantando Aprendo A Hablar: Vamos A Jugar | [ 4 ]          |
| 2012           | María Teresa Chacín                            | María Teresa Chacín Canta Cuentos                     | - Xuxa — Xuxa Só para Baixinhos 11 - Sustentabilidade | [ 5 ]          |
| 2013           | Lucky Diaz and the Family Jam Band             | ¡Fantástico!                                          | - Miami Lighthouse for the Blind — Four Magical Stories to Live | [ 6 ]          |
| 2014           | Marta Gómez                                    | Coloreando: Traditional Songs For Children In Spanish | - Mister G — ABC Fiesta - Rita Rosa — Rumba Flora: La Historia De Uva Y Garbancito - Thalía — Viva Kids - Volumen 1 - Xuxa — Xuxa Só para Baixinhos 12: É pra Dançar                                               | [ 7 ]          |
| 2015           | Mister G                                       | Los Animais                                           | - Chino & Nacho — Chino & Nacho para bebes - Lucky Díaz y la Familia Jam Band — Adelante - Tu Rockcito — De la Cuna a la Jungla - 123 Andrés — ¡Uno, Dos, Tres, Andrés! En Español y En Inglés                     | [ 8 ]          |
| 2016           | 123 Andrés                                     | Arriba Abajo                                          | - ClaraLuna — 1,2,3 Llega Navidad - Marta Gómez — Canciones de Sol - Omara Portuondo — Canciones de Cri Cri «El Grillo Cantor» - Veleta Roja — Canciones y palabras, Vol. 1                                        | [ 9 ]          |
| 2017           | Marc Anthony & Vários Artistas                 | Marc Anthony For Babies                               | - Mariana Baraj — ¡Churo! - Cantajuego — ¡Viva Mi Planeta 2! - Cepillín — Gracias - Luis Pescetti — Queridos (en vivo) - Sophia — Aprendendo Ritmos da América                                                     | [ 10 ]         |
| 2018           | ClaraLuna                                      | Imaginare                                             | - Ana & Gio — Ana & Gio - Mundo Bita — Bita e a Natureza - Luis Pescetti e Amigos — Magia todo el día - Colectivo Animal — Un bosque encantado 2                                                                   | [ 11 ]         |
| 2019           | The Lucky Band                                 | Buenos Diaz                                           | - ClaraLuna — Luces, Cámara, Acción - Sonia De Los Santos — ¡Alegría! - Payasitas Nifu Nifa — Bim Bom Bam! - 123 Andrés — Canta Las Letras                                                                         | [ 12 ]         |
| Década de 2020 |                                                |                                                       | |                |
| 2020           | Tina Kids                                      | Canta y Juega                                         | - Veleta Roja – Sonidos que Cuentan |                |
| 2021           | Tu Rockcito & Orquesta Filarmónica de Medellín | Tu Rockcito Filarmónico                               | - Canto Alegre — Otra Vuelta al Sol - Danilo y Chapis — Danilo & Chapis, Vol. 1 - Mi Casa Es Tu Casa — Canciones de Cuna - Victoria Sur – Nanas Consentidoras                                                      |                |
| 2022           | Sophia                                         | A la Fiesta de la Música Vamos Todos                  | - ClaraLuna – Marakei - Danilo y Chapis – Danilo & Chapis, Vol. 2 - Mi Casa Es Tu Casa – Tarde de Juegos - Puerto Candelaria – La Sinfonía de los Bichos Raros                                                     |                |
| 2023           | Danilo y Chapis                                | Vamos al Zoo                                          | - Flor Bromley – Aventuras - Gaby Moreno e Zona Neon – Cantando Juntos - María Mulata – Colcha de Retazos - Veleta Roja – ¿Y Si Pido Que Me Cuentes?                                                               |                |
| 2024           | Danilo y Chapis                                | ¡A Cantar!                                            | - Todos Podemos Cantas – Todos Podemos Cantar 2024 - Payasitas Nifu Nifa – Dun Dun Dara - Cantoalegre & Orquesta La Pascasia – Navidad de Norte a Sur: Cantoaegre Big Band (En Vivo) - Claraluna – Cantemos Juntos |                |